# بازی‌های کشورهای مشترک‌المنافع ۲۰۰۶
بازی‌های مشترک المنافع ۲۰۰۶ با نام رسمی هجدهمین بازی‌های کشورهای مشترک المنافع که معمولاً به عنوان ملبورن ۲۰۰۶ شناخته می‌شود، یک رویداد بین‌المللی چند ورزشی برای اعضای کشورهای مشترک المنافع بود که بین ۱۵ تا ۲۶ مارس ۲۰۰۶ در ملبورن، استرالیا برگزار شد. این چهارمین باری بود که استرالیا میزبان بازی‌های مشترک المنافع بود. همچنین این بزرگ‌ترین رویداد ورزشی بود که در ملبورن برگزار شد و از نظر تعداد تیم‌های شرکت‌کننده، ورزشکاران رقابت‌کننده و رویدادهای برگزار شده، بازی‌های المپیک تابستانی ۱۹۵۶ را تحت‌الشعاع قرار داد.
بیش از ۴۰۰۰ ورزشکار از ۷۱ انجمن کشورهای مشترک المنافع در این رویداد شرکت کردند. زیمبابوه در ۸ دسامبر ۲۰۰۳ عضویت خود را از اتحادیه ملل و فدراسیون بازی‌های مشترک المنافع خارج کرد و بنابراین در این رویداد شرکت نکرد. در این بازی‌ها با ۲۴۵ مجموعه مدال، ۱۷ ورزش را برگزار کردند. این رویداد ورزشی در ۱۳ مکان در شهر میزبان، دو مکان در بندیگو و هر کدام یک مکان در بالارات، جیلونگ، پارک لیسترفیلد و تراالگون برگزار شد.

محل برگزاری مراسم افتتاحیه و اختتامیه زمین کریکت ملبورن بود که در بازی‌های المپیک تابستانی ۱۹۵۶ نیز مورد استفاده قرار گرفت. نماد بازی‌ها عروسکی به اسم کاراک بود که شبیه یک طوطی‌کاکلی سیاه دم‌سرخ (یک گونه در معرض خطر) بود. آهنگ رسمی بازی‌ها "Together We Are One" بود که توسط هنرمند استرالیایی دلتا گودرم برنده جایزه ARIA ساخته شده بود. در مراسم اختتامیه بازی‌ها، رئیس فدراسیون بازی‌های مشترک المنافع، مایک فنل به جمعیت اعلام کرد:
"شما بی‌هیچ تلاشی و به سادگی در ملبورن بهترین هستید"

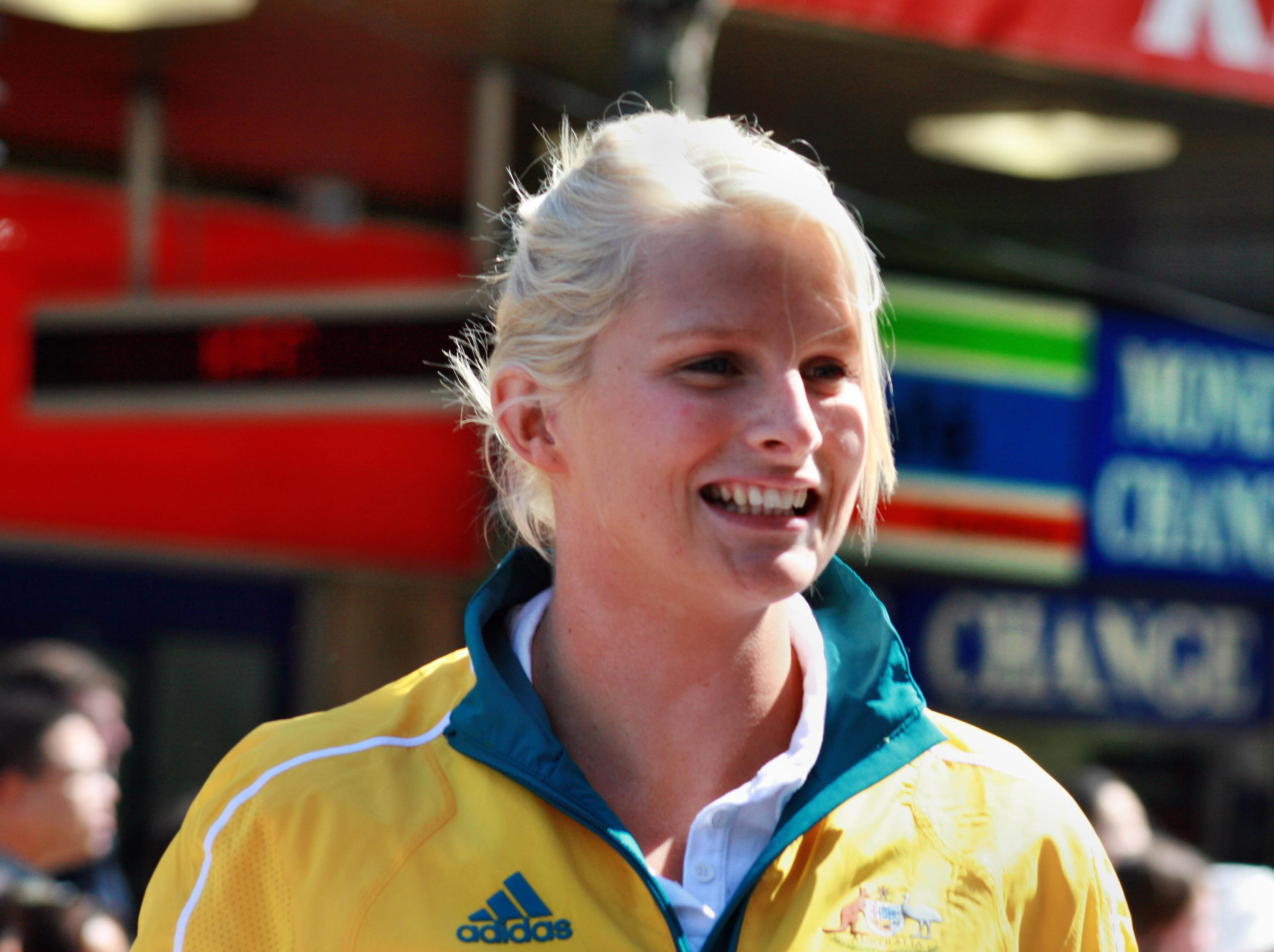
لیسل جونز برنده چهار مدال طلا در مسابقات شنا

برای اولین بار در تاریخ بازی‌های کشورهای مشترک‌المنافع، باتوم ملکه از هر کشور و قلمرو در کشورهای مشترک المنافعی که در این بازی‌ها شرکت می‌کردند، سفری به طول ۱۸۰٬۰۰۰ کیلومتر (۱۱۰٬۰۰۰ مایل) گذر کرد. بازه زمانی مسابقات که به پایان رسید فرماندار ویکتوریا و دارنده مدال سابق بازی‌های مشترک المنافع، جان لندی، باتوم را به ملکه در زمین کریکت ملبورن در مراسم افتتاحیه تحویل داد.
استرالیا میزبان در پنج دوره بازی‌های مشترک المنافع برای پنجمین بار در صدر جدول مدال‌ها قرار گرفت و بیشترین طلا (۸۴) و در مجموع بیشترین مدال (۲۲۱) را کسب کرد. انگلیس و کانادا به ترتیب دوم و سوم شدند.
بازی‌های مشترک المنافع ۲۰۰۶ به عنوان «بهترین بازی‌های مشترک المنافع تاکنون» بسیار مورد توجه قرار گرفت. بر اساس تجزیه و تحلیل KPMG از بازی‌های مشترک المنافع در سال ۲۰۰۶ نشان داد که این رویداد باعث افزایش تولید ناخالص دولتی در حدود ۱٫۶ میلیارد دلار استرالیا در یک دوره ۲۰ ساله و اشتغال حدود ۱۳۶۰۰ نفری شد.

## انتخاب میزبان
در طول بازی‌های کشورهای مشترک المنافع در سال ۱۹۹۸ در کوالالامپور، مالزی، دو شهر در ابتدا به میزبانی این رویداد ابراز علاقه کردند. ملبورن، استرالیا و ولینگتون، نیوزیلند. ولینگتون با استناد به هزینه‌های مربوط به تطبیق طرح پیشنهادی ارائه شده توسط ملبورن، که بدون حضور اعضای فدراسیون، میزبان پیش فرض شده بود، پیشنهاد خود را پس گرفت.

## تیم‌های شرکت کننده
۷۱ کشور، سرزمین و ارگان در بازی‌های مشترک المنافع در سال ۲۰۰۶ به رقابت پرداختند. تنها تفاوت فهرست بازی‌های ۲۰۰۶ با بازی‌های ۲۰۰۲، غیبت زیمبابوه بود که از کشورهای مشترک المنافع خارج شده بود.

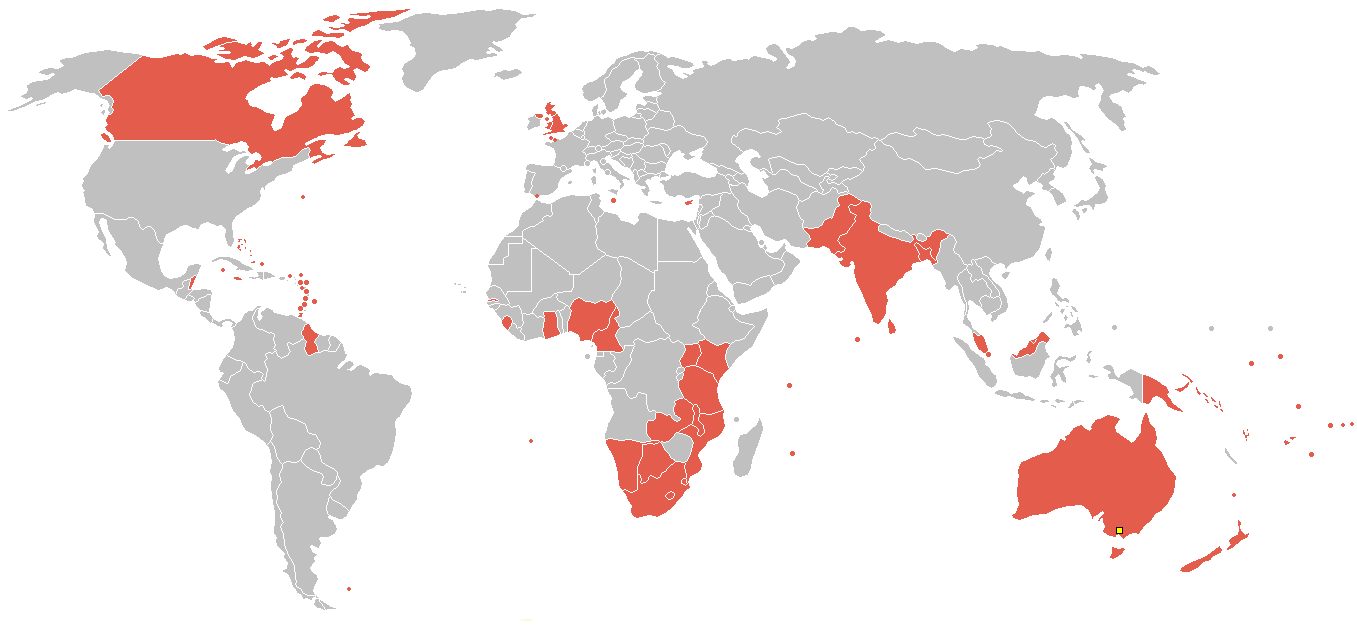
کشورها و مکان‌هایی که در این بازی‌ها با هم رقابت پرداختند

| کشورها و سرزمین‌های مشترک المنافع |
| --- |
| - آنگویلا (6) - آنتیگوآ و باربودا (18) - استرالیا (312) (میزبان) - باهاما (28) - بنگلادش (20) - باربادوس (21) - بلیز (8) - برمودا (18) - بوتسوانا (21) - جزایر ویرجین بریتانیا (5) - برونئی (6) - کامرون (29) - کانادا (254) - جزایر کیمن (17) - جزایر کوک (32) - قبرس (43) - دومینیکا (6) - انگلستان (348) - جزایر فالکلند (6) - فیجی (52) - گامبیا (15) - غنا (36) - جبل‌الطارق (16) - گرنادا (7) - گرنزی (28) - گویان (21) - هند (198) - جزیره من (27) - جامائیکا (85) - جرزی (35) - کنیا (101) - کیریباتی (15) - لسوتو (29) - مالاوی (30) - مالزی (170) - مالدیو (13) - مالت (35) - موریس (50) - مونتسرات (3) - موزامبیک (19) - نامیبیا (35) - نائورو (10) - نیوزیلند (249) - نیجریه (124) - نیووی (33) - جزیره نورفک (9) - ایرلند شمالی (64) - پاکستان (53) - پاپوآ گینه نو (41) - سنت هلن (4) - سنت کیتس و نویس (2) - سنت لوسیا (9) - سنت وینسنت و گرنادین‌ها (23) - ساموآ (51) - اسکاتلند (166) - سیشل (22) - سیرالئون (21) - سنگاپور (63) - جزایر سلیمان (13) - آفریقای جنوبی (250) - سری‌لانکا (75) - سوازیلند (15) - تانزانیا (22) - تونگا (22) - ترینیداد و توباگو (71) - تورکس و کایکوس (6) - تووالو (5) - اوگاندا (41) - وانواتو (12) - ولز (143) - زامبیا (23) |

## جدول مدال‌ها
*   کشور میزبان (استرالیا)
| رتبه           | CGA                     | طلا | نقره | برنز | مجموع |
| -------------- | ----------------------- | --- | ---- | ---- | ----- |
| ۱              | استرالیا (AUS)*         | ۸۴  | ۶۹   | ۶۹   | ۲۲۲   |
| ۲              | انگلستان (ENG)          | ۳۶  | ۴۰   | ۳۴   | ۱۱۰   |
| ۳              | کانادا (CAN)            | ۲۶  | ۲۹   | ۳۱   | ۸۶    |
| ۴              | هند (IND)               | ۲۲  | ۱۷   | ۱۱   | ۵۰    |
| ۵              | آفریقای جنوبی (RSA)     | ۱۲  | ۱۳   | ۱۳   | ۳۸    |
| ۶              | اسکاتلند (SCO)          | ۱۱  | ۷    | ۱۱   | ۲۹    |
| ۷              | جامائیکا (JAM)          | ۱۰  | ۴    | ۸    | ۲۲    |
| ۸              | مالزی (MAS)             | ۷   | ۱۲   | ۱۰   | ۲۹    |
| ۹              | نیوزیلند (NZL)          | ۶   | ۱۲   | ۱۴   | ۳۲    |
| ۱۰             | کنیا (KEN)              | ۶   | ۵    | ۷    | ۱۸    |
| ۱۱             | سنگاپور (SIN)           | ۵   | ۶    | ۷    | ۱۸    |
| ۱۲             | نیجریه (NGR)            | ۴   | ۶    | ۷    | ۱۷    |
| ۱۳             | ولز (WAL)               | ۳   | ۵    | ۱۱   | ۱۹    |
| ۱۴             | قبرس (CYP)              | ۳   | ۱    | ۲    | ۶     |
| ۱۵             | اوگاندا (UGA)           | ۲   | ۰    | ۱    | ۳     |
| ۱۵             | غنا (GHA)               | ۲   | ۰    | ۱    | ۳     |
| ۱۷             | پاکستان (PAK)           | ۱   | ۳    | ۱    | ۵     |
| ۱۸             | پاپوآ گینه نو (PNG)     | ۱   | ۱    | ۰    | ۲     |
| ۱۹             | تانزانیا (TAN)          | ۱   | ۰    | ۱    | ۲     |
| ۱۹             | جزیره من (IOM)          | ۱   | ۰    | ۱    | ۲     |
| ۱۹             | نامیبیا (NAM)           | ۱   | ۰    | ۱    | ۲     |
| ۲۲             | سری‌لانکا (SRI)          | ۱   | ۰    | ۰    | ۱     |
| ۲۳             | موریس (MRI)             | ۰   | ۳    | ۰    | ۳     |
| ۲۴             | ایرلند شمالی (NIR)      | ۰   | ۲    | ۰    | ۲     |
| ۲۴             | باهاما (BAH)            | ۰   | ۲    | ۰    | ۲     |
| ۲۶             | کامرون (CMR)            | ۰   | ۱    | ۲    | ۳     |
| ۲۷             | بوتسوانا (BOT)          | ۰   | ۱    | ۱    | ۲     |
| ۲۷             | مالت (MLT)              | ۰   | ۱    | ۱    | ۲     |
| ۲۷             | نائورو (NRU)            | ۰   | ۱    | ۱    | ۲     |
| ۳۰             | بنگلادش (BAN)           | ۰   | ۱    | ۰    | ۱     |
| ۳۰             | لسوتو (LES)             | ۰   | ۱    | ۰    | ۱     |
| ۳۰             | گرنادا (GRN)            | ۰   | ۱    | ۰    | ۱     |
| ۳۳             | ترینیداد و توباگو (TRI) | ۰   | ۰    | ۳    | ۳     |
| ۳۴             | سیشل (SEY)              | ۰   | ۰    | ۲    | ۲     |
| ۳۵             | باربادوس (BAR)          | ۰   | ۰    | ۱    | ۱     |
| ۳۵             | ساموآ (SAM)             | ۰   | ۰    | ۱    | ۱     |
| ۳۵             | سوازیلند (SWZ)          | ۰   | ۰    | ۱    | ۱     |
| ۳۵             | فیجی (FIJ)              | ۰   | ۰    | ۱    | ۱     |
| ۳۵             | موزامبیک (MOZ)          | ۰   | ۰    | ۱    | ۱     |
| مجموع (۳۹ CGA) | مجموع (۳۹ CGA)          | ۲۴۵ | ۲۴۴  | ۲۵۶  | ۷۴۵   |